# Choose Your Fighter
«Choose Your Fighter» es una canción de la cantante estadounidense Ava Max de Barbie: The Album, la banda sonora de la película de 2023 Barbie. Fue escrita por Max, Madison Love, Michael Pollack y Cirkut, quien también se encargó de su producción. La canción fue enviada a la radio italiana el 28 de julio de 2023 como el quinto sencillo de la banda sonora.

## Antecedentes y lanzamiento
En una entrevista con Cosmopolitan a mediados de julio de 2023, Max mencionó que Mark Ronson, el productor de la banda sonora de Barbie, le reprodujo parte de película a través de una reunión de Zoom. En la misma entrevista, Max afirmó que la composición de la canción duró dos horas y sucedió mientras ella estaba de gira. La canción fue escrita por Max, Madison Love, Michael Pollack y Cirkut y producida por este último.
El 11 de julio de 2023, Max compartió un fragmento de la canción a través de sus redes sociales. La canción fue enviada a la radio italiana el 28 de julio de 2023 como el quinto sencillo de la banda sonora.

## Recepción crítica
«Choose Your Fighter» fue altamente comparada con el sencillo de 2020 de Max «Kings & Queens» por parte de los críticos musicales. Cat Zhang de Pitchfork describió la canción como «'Kings & Queens' con diferentes accesorios de plástico», mientras Victoria Wasylak de Paste la describió como «un primer borrador descartado de 'Kings & Queens'». Escribiendo para NME, Alex Rigotti afirmó que ambas canciones tienen «la misma introducción a capela, el mismo tono e incluso la misma progresión de acordes».

## Posicionamiento en listas
| Listas (2023)                               | Mejor posición |
| ------------------------------------------- | -------------- |
| Alemania (Download Charts Single)           | 63             |
| Alemania (Radio-Charts Deutschland)         | 64             |
| Bélgica (Ultratop 50 Flandes)               | 47             |
| Canadá (Canadian Digital Song Sales)        | 47             |
| Croacia (HRT)                               | 50             |
| Eslovaquia (Rádio Top 100)                  | 78             |
| Estados Unidos (Hot Dance/Electronic Songs) | 7              |
| Irlanda (IRMA)                              | 91             |
| Países Bajos (Tipparade)                    | 16             |
| Polonia (Polish Airplay Top 100)            | 46             |
| Reino Unido (OCC)                           | 90             |

## Historial de lanzamiento
| Región | Fecha               | Formato(s) | Discográfica   | Ref.  |
| ------ | ------------------- | ---------- | -------------- | ----- |
| Italia | 28 de julio de 2023 | Airplay    | Warner Records | [ 5 ] |